# Sexy Lady
«Sexy Lady» es una canción compuesta e interpretada por el cantautor estadounidense Freddy Weller. Fue publicada el 15 de abril de 1974 como el segundo sencillo de su álbum de estudio del mismo nombre.

## Recepción de la crítica
Un escritor no especificado de Record World describió el sencillo como “un éxito picante”, e indicó que “Weller pone su considerable talento expresivo en una melodía escrita por él mismo”. Un escritor no especificado de la revista Cash Box calificó «Sexy Lady» como “Una delicia brillante, chispeante y acelerada que es fuego seguro. La voz de Freddy es expresiva y suave. Las transiciónes son por excelencia y hay una excelente guitarra de acero que realza toda la canción. Las voces de fondo aumentan esta fina melodía”.

## Lista de canciones
Todas las canciones escritas y compuestas por Freddy Weller.
1. «Sexy Lady» – 2:15
2. «Bobby Crabtree's Grave» – 2:46

## Posicionamiento
| Gráfica (1974)                                 | Pico de posición |
| ---------------------------------------------- | ---------------- |
| Canadá (RPM Country Playlist)                  | 22               |
| Estados Unidos (Billboard Hot Country Singles) | 21               |